# 南渓区
南渓区（なんけい-く）は中華人民共和国四川省宜賓市に位置する市轄区。四川盆地の南端に位置し、石灰石を産出する。書家の包弼臣と革命家の孫炳文の故郷である。

## 行政区画
- 街道:南渓街道、羅竜街道
- 鎮:劉家鎮、江南鎮、大観鎮、汪家鎮、黄沙鎮、仙臨鎮、長興鎮、裴石鎮

## 交通

### 道路
- 高速道路
  - 成渝地区環線高速道路

国道
- G353国道（中国語版）

## 健康・医療・衛生
- 南渓区人民医院
- 南渓区中医院
- 南渓区婦幼保健院